# Nemopterella pruinosa
Nemopterella pruinosa är en insektsart som beskrevs av Bo Tjeder 1967. Nemopterella pruinosa ingår i släktet Nemopterella och familjen Nemopteridae. Inga underarter finns listade i Catalogue of Life.